# Inégalités de revenu en France

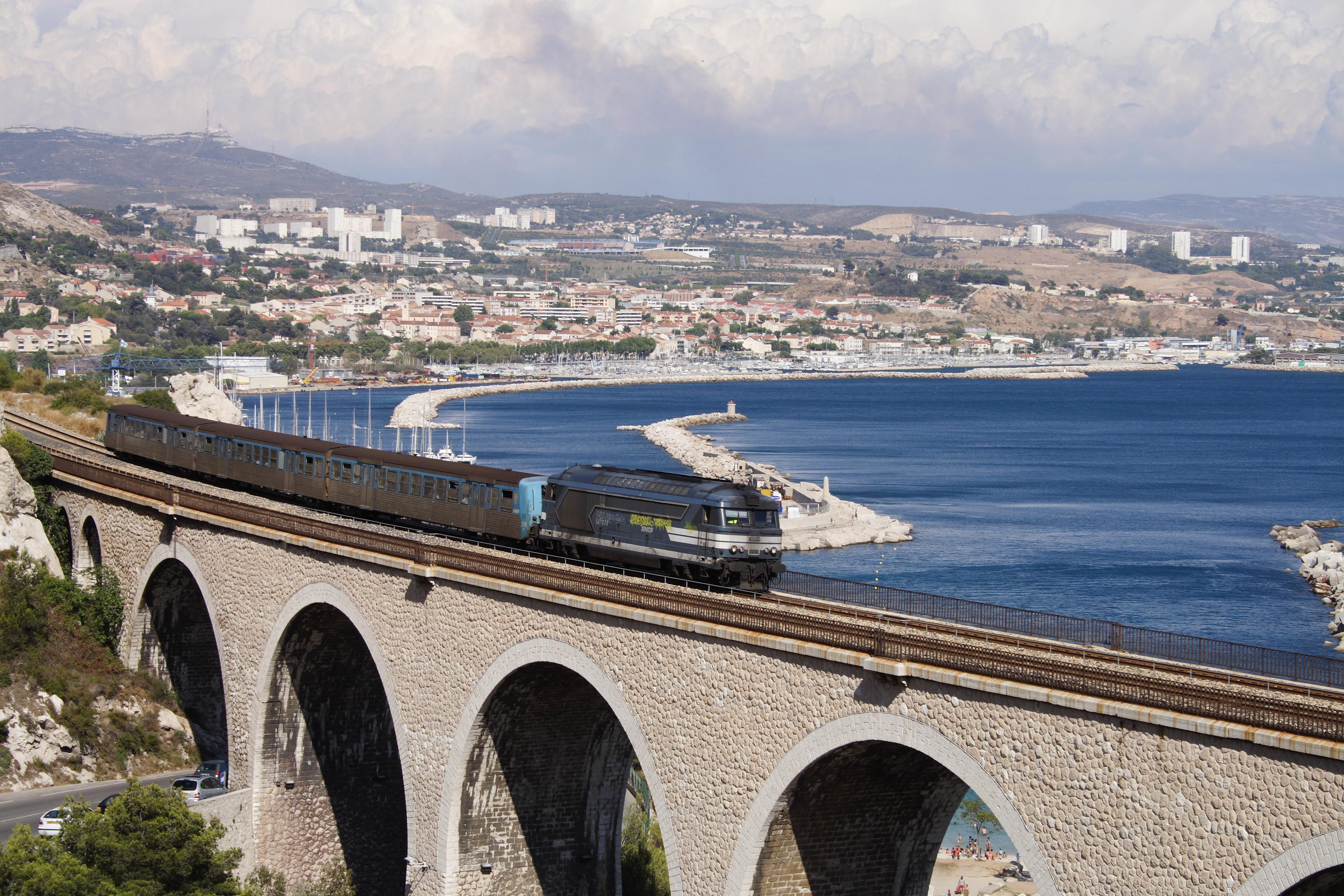
Les quartiers nord de Marseille représentent une des zones les plus pauvres et inégalitaires de France, où des quartiers très pauvres côtoient des poches plus aisées.

Les inégalités de revenu en France désignent l'inégalité de la répartition des ressources économiques perçues par la population vivant en France. Les différentes mesures qui permettent d'estimer les inégalités montrent qu'elles sont relativement stables en France depuis une trentaine d'années, et qu'elles sont moins prononcées que dans la plupart des pays occidentaux. Il existe cependant une grande disparité des revenus suivant les régions, l’Île-de-France étant de loin la région où les revenus sont les plus élevés. 

## Définition
Les inégalités de revenu se distinguent des inégalités salariales, car le salaire ne constitue que l'une des sources possibles de revenu. Elles se distinguent également des inégalités de patrimoine, c'est-à-dire de l'inégale répartition des ressources accumulées sous la forme d'actifs.
Les disparités de revenu sont mesurées à travers une série d'indicateurs, qui requièrent de définir le champ de la mesure. On peut mesurer les disparités soit des ménages, soit des individus. La mesure des inégalités par ménage consiste simplement à mesurer, pour chaque ménage, les revenus obtenus par tous les individus qui le composent (pour l'Insee une personne vivant seule constitue un ménage). Mesurer les inégalités pour les individus implique d'attribuer à chaque individu, pour le cas des ménages constitués de plusieurs individus, une part précise du revenu du ménage tout entier. L'Insee produit, à cette fin, un indicateur appelé de « niveau de vie » dont le principe est de diviser le revenu disponible du ménage par le « nombre d'unités de consommation » et d'attribuer le même niveau de vie à tous les membres du ménage. Le revenu pris en compte ici est le revenu dit "disponible", c'est-à-dire le revenu déclaré aux impôts moins les impôts directs (impôt sur le revenu, taxe d'habitation, CSG et CRDS) auquel on ajoute les prestations sociales (allocations familiales, indemnités de chômages, pensions de retraite, etc). Le premier adulte vaut 1 unité, le second adulte vaut 0,5, les enfants de 0 à 14 ans en valent 0,3 et entre 14 et 18 ans, 0,5. Exemple : un ménage a un revenu de 10 000 euros. Il est composé de 2 adultes et un enfant de 14 ans. Le niveau de vie de chaque individu sera de 10 000/(1+0,5+0,5) = 5 000 euros.
D'autre part, les statisticiens utilisent généralement les déciles comme mesure de la distribution des revenus et autres grandeurs relatives à la richesse de la population. Dans le cas du niveau de vie, les déciles sont les valeurs qui séparent la population française en dix parties égales : en dessous du premier décile vivent les 10 % des ménages français les plus pauvres, en dessous du deuxième décile vivent les 20 % des ménages français les plus pauvres, etc. En 2007, le premier décile (D1) avait une valeur de 10 012 euros : 10 % des Français vivaient avec un niveau de vie inférieur ou égal à 10 012 euros. Ces Français avaient avec un niveau de vie moyen de 7 698 euros. Le 9e décile, soit la valeur en dessous de laquelle vivent 90 % des Français, ou encore au-dessus de laquelle vivent 10 % des Français les plus riches, était de 33 896 euros. Ces Français avaient un niveau de vie moyen de 50 778 euros.
Pour mesurer les inégalités dans la distribution des niveaux de vie, on utilise le plus souvent le rapport inter-décile qui est défini comme le rapport entre le 9e décile et le 1er décile (D9/D1). Le rapport inter-décile est donc obtenu en divisant le seuil de niveau de vie au-dessus duquel on appartient aux 10 % des Français les plus riches par le seuil en dessous duquel on appartient aux 10 % des Français les plus pauvres. En 2007, il est égal à 33 896/10 012 = 3,39. Le seuil minimal au-dessus duquel on appartient aux 10 % les plus riches est donc 3,39 fois plus élevé que le seuil maximum en dessous duquel on appartient aux 10 % des Français les plus pauvres. On peut également mesurer le rapport entre le niveau de vie moyen des 10 % les plus riches et celui des 10 % les plus pauvres. En 2007, il était égal à 50 778/7 698 = 6,6. Autrement dit, les 10 % des Français les plus riches avaient un niveau de vie, en moyenne, 6,6 fois plus élevé que les 10 % les plus pauvres. On voit, par cet exemple, que selon l'indicateur choisi les inégalités peuvent apparaître comme plus ou moins fortes. Cette différence s'explique par le fait que le niveau de vie des 10 % les plus riches est supérieur à 33 896 euros sans fournir de borne haute comme pour les autres déciles. Cette borne haute, par nature fluctuante et difficilement mesurable, est par contre de façon certaine très élevée. C'est pourquoi le niveau de vie moyen des Français de cette tranche de population est de 50 778 euros pour le décile correspondant à un niveau de vie supérieur à 33 896 euros.
Deux indicateurs majeurs permettent d'évaluer les différences de revenu dans un pays. La première est la courbe de Lorenz, et la deuxième est le coefficient de Gini.

## Mesure des inégalités de revenu

### Distribution en déciles
Ce tableau présente le niveau de vie par an des individus en France métropolitaine, en 2007 (2017), réparti en déciles.
En 2007, le revenu moyen des ménages était de 29 696 euros par an.
Les 10 % des français les plus pauvres ont obtenu 7 698 euros par an en moyenne, soit 642 euros par mois. Les 10 % les plus riches ont perçu 50 778 euros par an en moyenne, soit 4 232 euros par mois. Autrement dit, les 10 % des Français ayant le plus fort revenu avaient un niveau de vie moyen 6,6 fois plus élevé que les 10 % des Français avec le revenu le plus faible. Le rapport inter-décile, qui mesure le rapport entre le seuil à partir duquel on appartient aux 10 % les plus riches et celui en dessous duquel on fait partie des 10 % les plus pauvres, était de 3,39.
D'autre part, le revenu médian, c'est-à-dire le niveau de revenu au-dessus et en dessous duquel vit la moitié des Français (qui correspond au 5e décile), était de 18 165 euros par an, soit 1 514 euros par mois.
| Déciles (10 % des français)  | Limites des tranches (déciles) en euros par an | Revenu moyen dans la tranche en euros par an | Revenu moyen dans la tranche en euros par an (2017) |
| ---------------------------- | ---------------------------------------------- | -------------------------------------------- | --------------------------------------------------- |
| D1 (premier décile)          | <10 012                                        | 7 698 (A)                                    | 8 400 (A)                                           |
| D2                           | 10 012 et 12 403                               | 11 253                                       | 12 710                                              |
| D3                           | 12 403 et 14 363                               | 13 391                                       | 15 280                                              |
| D4                           | 14 363 et 16 201                               | 15 297                                       | 17 530                                              |
| D5                           | 16 201 et 18 165                               | 17 132                                       | 19 700                                              |
| D6                           | 18 165 et 20 316                               | 19 220                                       | 22 000                                              |
| D7                           | 20 316 et 22 969                               | 21 565                                       | 24 650                                              |
| D8                           | 22 969 et 26 624                               | 24 698                                       | 28 060                                              |
| D9                           | 26 624 et 33 896                               | 29 768                                       | 33 720                                              |
| D10                          | >33 896                                        | 50 778 (B)                                   | 57 160 (B)                                          |
| Rapport D9/D1 et Rapport B/A | 3,39                                           | 6,6                                          | 6.8                                                 |

Comment lire ce tableau :
- D'après l'Insee en 2007, 10 % des Français avaient un niveau de vie inférieur à 10 012 euros durant l'année. Ces 10 % de Français avaient, en moyenne, un niveau de vie de 7 698 euros. 10 % des Français avaient un revenu compris entre 10 012 euros et 12 403 euros. Ces Français avaient un niveau de vie moyen de 11 253 euros. 10 % des Français avaient un revenu supérieur à 33 896 euros (supérieur au 9e décile). Ces Français avaient, en moyenne, un niveau de vie de 50 778 euros.
- D'après l'Insee en 2007, les 10 % des Français les plus riches avaient, en moyenne, un niveau de vie 6,6 fois supérieur aux 10 % les Français les plus pauvres. Le plancher au-dessus duquel on appartenait aux 10 % les Français les plus riches (le neuvième décile, D9) était 3,39 fois supérieur à celui en dessous duquel on appartenait aux 10 % les Français les plus pauvres (le premier décile, D1).

### Courbe de Lorenz
Une autre mesure possible de ces inégalités de revenu consiste à se demander quelle part du revenu total obtiennent les 10 % les plus pauvres, les 20 % les plus pauvres, etc. Cela revient à tracer une courbe de Lorenz.
Celle-ci fait apparaître que, en 2007, les 10 % des Français les moins riches obtenaient 3,7 % des revenus totaux en France. Les 50 % des Français les moins riches en obtenaient 30,7 % – autrement dit, les 50 % des Français les plus riches en percevaient 69,3 %. Enfin, les 10 % les plus riches obtenaient 24,1 % des revenus totaux, soit 7 fois plus que les 10 % les plus pauvres.

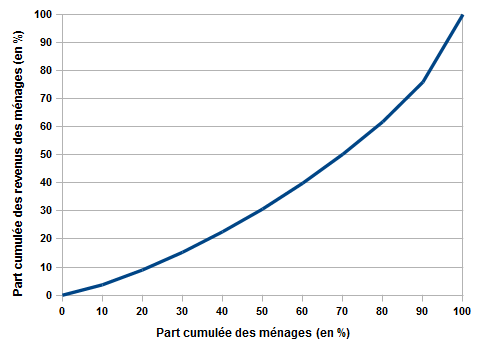
Courbe de Lorenz pour la distribution des revenus en France (2007)

## Composition des revenus

Structure du revenu et imposition directe des ménages, ordonnés en déciles, en 2004
Salaires
Revenus d'indépendant
Revenus du patrimoine
Retraites
Transferts sociaux
- Imposition directe

La composition des revenus des ménages permet d'éclairer en partie l'origine de leurs inégalités. Le revenu disponible des ménages est égal aux revenus d'activité et/ou de reversion (retraite) plus les revenus du patrimoine plus les transferts sociaux moins les impôts directs (compris sur le graphique ci-contre de manière large, CSG et taxe d'habitation incluses). Ce tableau ne comprend cependant pas les impôts à la consommation tels que la TVA, qui pèsent en proportion davantage sur les ménages les moins aisés. Les revenus d'activité se composent eux-mêmes des salaires, des allocations chômages (inclus dans ce graphique avec les salaires) et des revenus d'indépendant (artisans, professions libérales, etc.).

### Salaires, revenus du patrimoine et revenus d'indépendant
Les 10 % des ménages les plus pauvres (D1) sont également ceux pour qui les salaires occupent la place la plus faible dans leur revenu. Un grand nombre d'entre eux sont, en effet, chômeurs ou durablement inactifs. Au contraire, plus les ménages sont riches, plus les revenus salariaux occupent une place importante dans leur revenu. Le salaire a ainsi une place centrale comme source de revenu en France.
Toutefois, pour les 10 % des ménages les plus riches (D10), les salaires occupent une place plus faible. Cela tient à deux causes : premièrement, les revenus du patrimoine deviennent plus importants. D'autre part, les revenus liés à un statut d'indépendant (chef d'entreprise, professions libérales) occupent une part croissante. Autrement dit, parmi les ménages les plus riches, on trouve plus d'indépendants que chez les autres. D'autre part, leur patrimoine, en raison de son importance, génère une part importante (près de 10 %) de leurs revenus.
Ainsi, les ménages les plus pauvres sont souvent composés de chômeurs ou d'individus qui ont de très faibles revenus salariaux. C'est donc l'inactivité qui est la cause première de la pauvreté. Au contraire, les ménages les plus riches sont constitués d'individus percevant des salaires élevés, ou des revenus d'indépendant importants, auxquels s'ajoutent les revenus de leur patrimoine : ce sont soit des salariés à haute rémunération, soit des indépendants à haut revenu (professions libérales ou chef d'entreprise), qui possèdent un important patrimoine. Toutefois, même pour les 10 % les plus riches, les salaires demeurent la source la plus importante de revenu : en France aujourd'hui, la richesse reste avant tout le produit d'une activité productive, le plus souvent salariée. Ce n'est que parmi les très riches (1 % des ménages les plus fortunés) que les revenus du patrimoine et ceux d'indépendant dominent.

## Évolution des inégalités de revenu

### Depuis 50 ans
Les inégalités de revenu ont sensiblement diminué depuis la deuxième moitié des Trente Glorieuses. Ainsi, si l'on se réfère aux données de l'Insee, le rapport inter-décile, c'est-à-dire le rapport entre le plancher au-dessus duquel on appartient aux 10 % des Français les plus riches et le plancher en dessous duquel on appartient aux 10 % des Français les plus pauvres est passé de 4,6 en 1970 à 3,41 en 2006.
Les travaux de Thomas Piketty ont permis de montrer que, dans une perspective de longue période, la rupture la plus importante dans l'évolution des inégalités de revenu est intervenue pendant et après la Seconde Guerre mondiale. La part du revenu des 10 % des Français les plus riches dans le revenu total s'effondre à ce moment-là, passant de près de la moitié de l'ensemble des revenus à un tiers. Le début des Trente Glorieuses est marqué par une reconstitution partielle des inégalités, mais elles ne rejoignent pas leur niveau d'avant guerre, et redescendent ensuite pour stagner depuis. De la même façon, le rapport entre le seuil de revenu au-dessus duquel vivent les 10 % les plus riches et celui sous lequel vivent les 10 % les moins riches est passé de 9 après-guerre à un peu plus de 3 aujourd'hui. Les inégalités de revenu, mesurées par le rapport inter-décile, ont donc diminué par 3 depuis la seconde guerre mondiale.
Cette mutation importante est due pour l'essentiel à l'effondrement du patrimoine des plus riches parmi les plus riches : les 1 % des Français qui ont le revenu le plus élevé voient celui-ci passer de 20 % du revenu total en 1920 à 9 % puis 8 % après-guerre. Au contraire, les inégalités de salaire restent, dans l'ensemble, constantes sur la période et ne sont donc pas la cause de la réduction des inégalités de revenu.
L'effondrement des plus importants patrimoines résulte, pour l'essentiel, de l'imbrication chronologique de deux phénomènes. Premièrement, les destructions de la guerre, l'hyper-inflation qui les a accompagnées, ont profondément porté atteinte à ces patrimoines. D'autre part, ces patrimoines ne purent pas se reconstituer en raison de la montée en puissance de l'impôt sur le revenu, dont les tranches marginales augmentent très fortement à partir de la guerre (atteignant les 70 %). Le renforcement de la progressivité de l'impôt, avec des taux très élevés dans les tranches supérieures, a interdit toute possibilité d'accumulation comme avant guerre, réduisant l'épargne disponible à cette fin pour les plus hauts revenus. Avec la guerre a ainsi disparu la société des rentiers qui a dominé le XIXe siècle. Les plus hauts revenus sont aujourd'hui perçus par des cadres, qui doivent leur richesse pour la plus grande part à leurs revenus d'activité, complétés par des revenus du patrimoine, au contraire des rentiers d'avant guerre, dont les revenus d'activité n'occupaient qu'une faible place dans leurs revenus totaux.

Part du revenu des 10 % des Français les plus riches dans le revenu total (1919-2005) (données de Thomas Piketty jusqu'en 1998 et Camille Landais après)
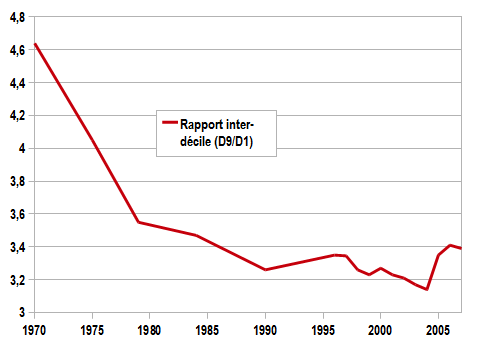
Évolution du rapport interdécile des revenus des ménages en France (1970-2007)

### Depuis 1998
Toutefois, cette évolution s'est interrompue depuis 1998. Le rapport inter-décile (seuil des 10 % revenus supérieurs / seuil des 10 % revenus inférieurs) a légèrement augmenté. Le rapport entre le revenu moyen des 10 % les plus riches et celui des 10 % les plus pauvres a lui aussi augmenté, passant de 5,58 en 2002 à 5,69 en 2005.
Par ailleurs, l'Insee, à la suite de critiques portant sur la sous-estimation des inégalités de revenu en raison de la faible prise en compte des revenus du patrimoine, qui occupent une place importante dans le revenu des plus riches, a partiellement intégré ceux-ci dans ses mesures des revenus en France à partir de 2005. Avec cette nouvelle série statistique, les inégalités de richesse apparaissent beaucoup plus fortes : les 10 % les plus riches ont ainsi perçu non pas 5,69 fois plus que les 10 % les plus pauvres en 2005 mais 6,62 fois plus. En 2006, ces inégalités augmentent, portant ce rapport à 6,75.
Cette augmentation des inégalités reste toujours probablement sous-estimée par l'Insee, qui fonde ses mesures sur les déciles dans la répartition des revenus. Or, dans la mesure où ce sont surtout les plus hauts des plus hauts revenus qui augmentent, l'analyse du revenu des 10 % les plus riches ne permet pas d'analyser finement de telles évolutions. Une étude récente s'efforce de pallier ce manque. Selon cette étude, entre 1998 et 2006, le revenu moyen des 10 % les plus riches aurait augmenté de 8,7 %, celui des 1 % les plus riches de 19 %, celui des 0,1 % les plus riches de 32 % et celui des 0,01 % les plus riches de 42 %. Ainsi, plus l'on monte dans la hiérarchie des revenus, plus les revenus se sont accrus. La France semble, avec retard et de manière moins marquée, prendre la même trajectoire que les États-Unis. Cette hausse des inégalités serait à la fois due à une hausse des inégalités de salaire, mais aussi à un accroissement très fort des inégalités de revenus du patrimoine, tirés par les dividendes et les plus-values, notamment immobilières.
Par ailleurs, l'augmentation du taux de chômage, jointe à la dualisation du marché du travail (développement d'emplois à durée limitée, temps partiels, etc.) a conduit à un fort accroissement des inégalités de revenus salariaux : les inégalités face à l'emploi se sont fortement accrues et ont nourri les inégalités de revenus tirés du travail parmi les personnes en âge de travailler. La croissance de ces inégalités a toutefois été compensée par un accroissement des transferts sociaux, sans laquelle l'évolution des inégalités de revenus aurait été la même que celle constatée dans les pays anglo-saxons.

### Depuis 2007
Les inégalités de niveau de vie évoluent peu en 2007. Les 10 % de personnes les plus pauvres avaient un niveau de vie inférieur à 10 010 euros annuels (+1,9 %). Les 10 % de personnes à plus hauts revenus ont un niveau de vie supérieur à 33 900 euros (+1,3 %). Les inégalités ont « peu évolué pour 90 % de la population » entre 2005 et 2007, selon l'étude "Revenus et patrimoine des ménages" de l'Insee.
"Les 20 % des personnes les plus aisées détiennent 38,2 % de la masse des niveaux de vie, soit 4,2 fois celle détenue par les 20 % des personnes les plus modestes"; "ce rapport est stable depuis 2005".
Le niveau de vie des très riches évolue plus vite: "Entre 2004 et 2007 les inégalités se sont creusées entre les ménages très aisés et le reste de la population". En 2007, une personne se situe parmi les 1 % les plus riches au-dessus de 84 500 euros de revenu déclaré annuel par unité de consommation. Les revenus de ce 1 % « ont augmenté plus vite que ceux de l'ensemble de la population ».
Depuis 2007, le rapport du niveau de vie des 10 % les plus riches à celui des 10 % les plus pauvres a augmenté, atteignant désormais 3,5. Surtout le caractère inégalitaire de la société française est devenu une réalité incontestable : le rapport du Bureau International du travail (BIT) montre ainsi que la France, est de tous les pays dits développés, celui dont l'Indice de Gini, instrument de référence pour la mesure des inégalités, a le plus augmenté, tout en restant dans la moyenne basse dans l'OCDE (15ème plus bas indice de Gini en 2017, sur 37 pays).

## Comparaisons internationales

### Stabilisation des inégalités
Une vaste étude de l'OCDE parue en octobre 2008 montre que si la pauvreté et les inégalités ont globalement progressé dans le monde occidental (OCDE) depuis 20 ans, elles sont restées stables en France.

### Croissance de la pauvreté
Sur la période 1985-2005, le taux de pauvreté (la proportion de personnes sous le seuil de pauvreté, la moitié du revenu médian dans un pays donné) a augmenté dans les deux tiers des pays de l'OCDE sauf la France, la Belgique, le Danemark, l'Espagne, les États-Unis, la Grèce, le Mexique et le Portugal. Le nombre de personnes ayant connu des périodes de trois ans ou plus sous le seuil de pauvreté est également deux fois moins élevé en France que dans les autres pays de l'OCDE en moyenne.
Toutefois, durant les années 2000, la baisse du taux de pauvreté, constante depuis les années 1970 s’est interrompue. Depuis 2008, avec la crise économique, le taux de pauvreté a augmenté en France : 14,1 % des personnes ont un revenu inférieur à 60 % du revenu médian en 2010, contre 13 % en 2008. Le taux de pauvreté retrouve ainsi son niveau de la fin des années 1990. Pourtant, la crise de 2007 fut un point tournant dans les pays de l'OCDE. Avant la crise, en moyenne, le revenu moyen des 10 % les plus riches représentait environ neuf fois celui des 10 % les plus pauvres. Cet écart était de 8 dans les années 1990, et de 7 dans les années 1980. Lors des trois premières années de la crise, entre 2007 et 2010, cet écart est passé de 9 à 9,5. Il est le plus faible à 5, au Danemark et dans d’autres pays d’Europe du Nord et de l’Est, et il est le plus élevé au Mexique et au Chili : entre 25 et 30. L’écart en France est inférieur à la moyenne de l’OCDE, il était désormais à 7,2.
Bien que la France reste encore légèrement en dessous de la moyenne de l'OCDE, les inégalités ont davantage augmenté dans l'Hexagone que dans les autres pays entre 2007 et 2011. Avec près de 9 % de hausse du coefficient Gini, il s'agit de la 3e augmentation la plus importante de 34 pays de l’OCDE. Ce changement était marquant, comme les inégalités en France depuis les années 1980 avaient tendance d'être stable en France, alors qu'elles augmentaient dans la majorité des pays. De plus, les inégalités de patrimoine ont renforcé ces inégalités de revenus. Les 10 % les plus aisés en matière de patrimoine détiennent la moitié du patrimoine net des ménages. Dans le même temps, les 40 % les plus pauvres en détiennent moins de 2 %.

### Moyenne du revenu annuel comparée
Les revenus annuels des 10 % de Français les plus pauvres s'élèvent en moyenne à 9 000 dollars (en parité de pouvoir d'achat entre des pays qui n'ont pas la même devise). Ce chiffre est supérieur de 25 % à la moyenne OCDE. Les 10 % de Français les plus riches gagnent 54 000 dollars par an en moyenne, équivalente à la moyenne observée dans l'OCDE. Depuis 1985, les inégalités entre les salaires bruts masculins à temps plein ont diminué de 10 % en France, alors qu'elles ont augmenté de 20 % en moyenne dans le reste de l'OCDE.

## Causes
Plusieurs études économiques et économétriques mettent en lumière les causes des inégalités de revenu en France. Un rapport de 2019 de l'Insee montre que la première cause d'inégalités de revenu est la différence d'heures travaillées. Si 32 % des employés sont à temps partiel, c'est le cas de seulement 9,5 % de cadres. 28,5 % des femmes salariés sont à temps partiel, c'est le cas pour 7,7 % des hommes.
Une étude menée par Arnaud Lefranc, Nicolas Pistolesi et Alain Trannoy en 2007 sur les inégalités de revenus en France entre 1977 et 1993 montre que les inégalités s'expliquent pour environ un tiers par une inégalité des chances, et les deux tiers par d'autres facteurs.
Une étude de 2019 du CEPREMAP montre que les inégalités de salaire en France depuis les années 1990 sont principalement dus à une polarisation de l'emploi. L'automatisation a détruit des emplois intermédiaires (-8 % sur la période), tandis que les emplois peu qualifiés ou très qualifiés ont, augmenté (+4 % chacun).

## Politiques publiques

### Redistribution
L'État, par sa politique sociale et sa fiscalité d’une pression sans égal dans le monde, le système socialiste français limite l'ampleur des inégalités. En effet, plus les ménages sont pauvres, plus les revenus de transfert occupent une place importante dans leur revenu. Au contraire, plus ils sont riches, plus les ménages payent des impôts.
L'État prend près de 20 % du revenu des 10 % des ménages les plus riches (D10) sous la forme d'impôt, en ne leur donnant presque pas de prestation sociale. Au contraire, il donne, sous la forme de transferts sociaux, près de 40 % de leur revenu aux 10 % des ménages les plus pauvres (D1).

#### Ouvrages
- Thomas Piketty, Les hauts revenus en France, Grasset, 2001.
- Insee, Données sociales', édition 2006.